# Behnisch Architekten
Behnisch Architekten est un cabinet d'architectes situé à Stuttgart, en Allemagne. 

## Histoire
Le bureau a été fondé en 1989 par Stefan Behnisch (né en 1957), fils l'architecte allemand Günter Behnisch à qui on doit notamment le stade des Jeux olympiques d'été de 1972 à Munich, le parlement allemand à Bonn et l'Académie des arts de Berlin. En 2005, après plusieurs changements de structure et de nom, le Stadtbüro indépendant a adopté le nom d'aujourd'hui, Behnisch Architekten. Sous la direction de Stefan Behnisch, le cabinet s'est développé au cours des 25 dernières années pour atteindre une dimension internationale avec des succursales à Stuttgart (depuis 1991), Los Angeles (1999-2011), Boston (depuis 2006) et Munich (depuis 2009). 
Les bureaux sont gérés par les associés du cabinet, Stefan Behnisch, Robert Hoesle, Robert Matthew Noblett, Stefan Rappold et Jörg Usinger. D'anciens associés incluent Günter Behnisch, Winfried Büxel, David Cook, Martin Haas, Christof Jantzen, Manfred Sabatke, Günther Schaller et Erhard Tränkner. 

## Galerie

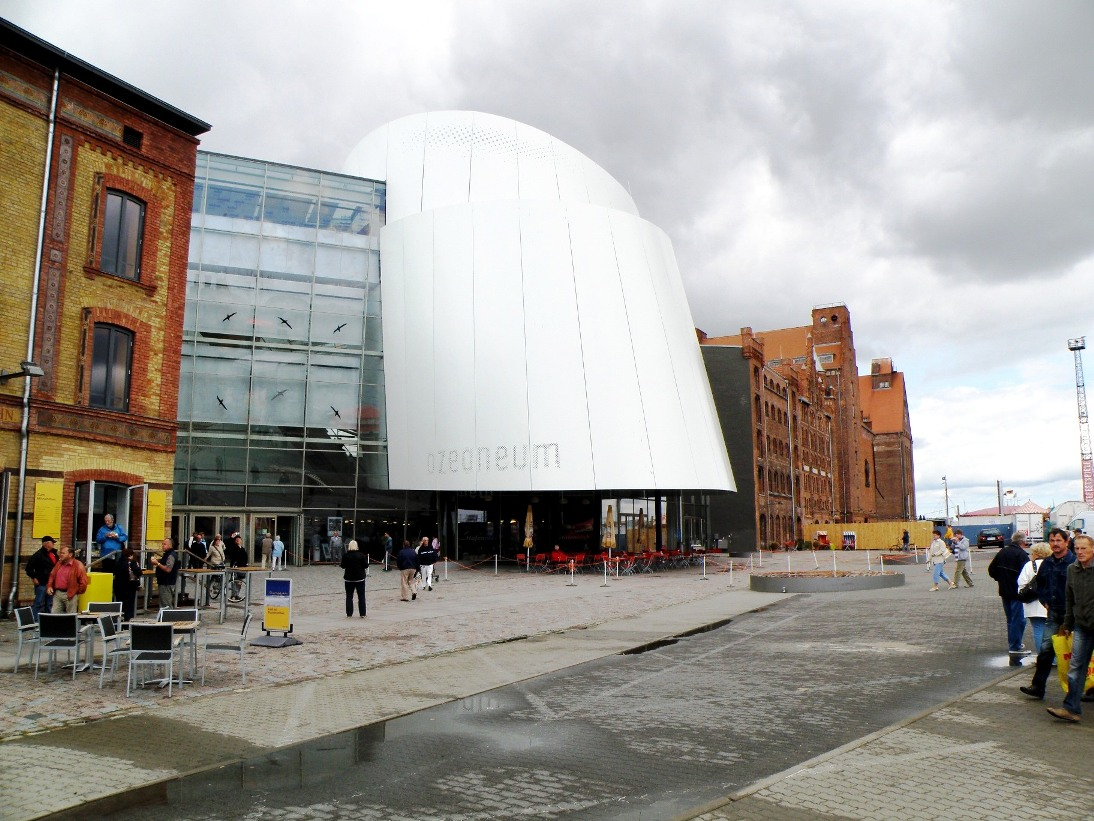
Oceanarium
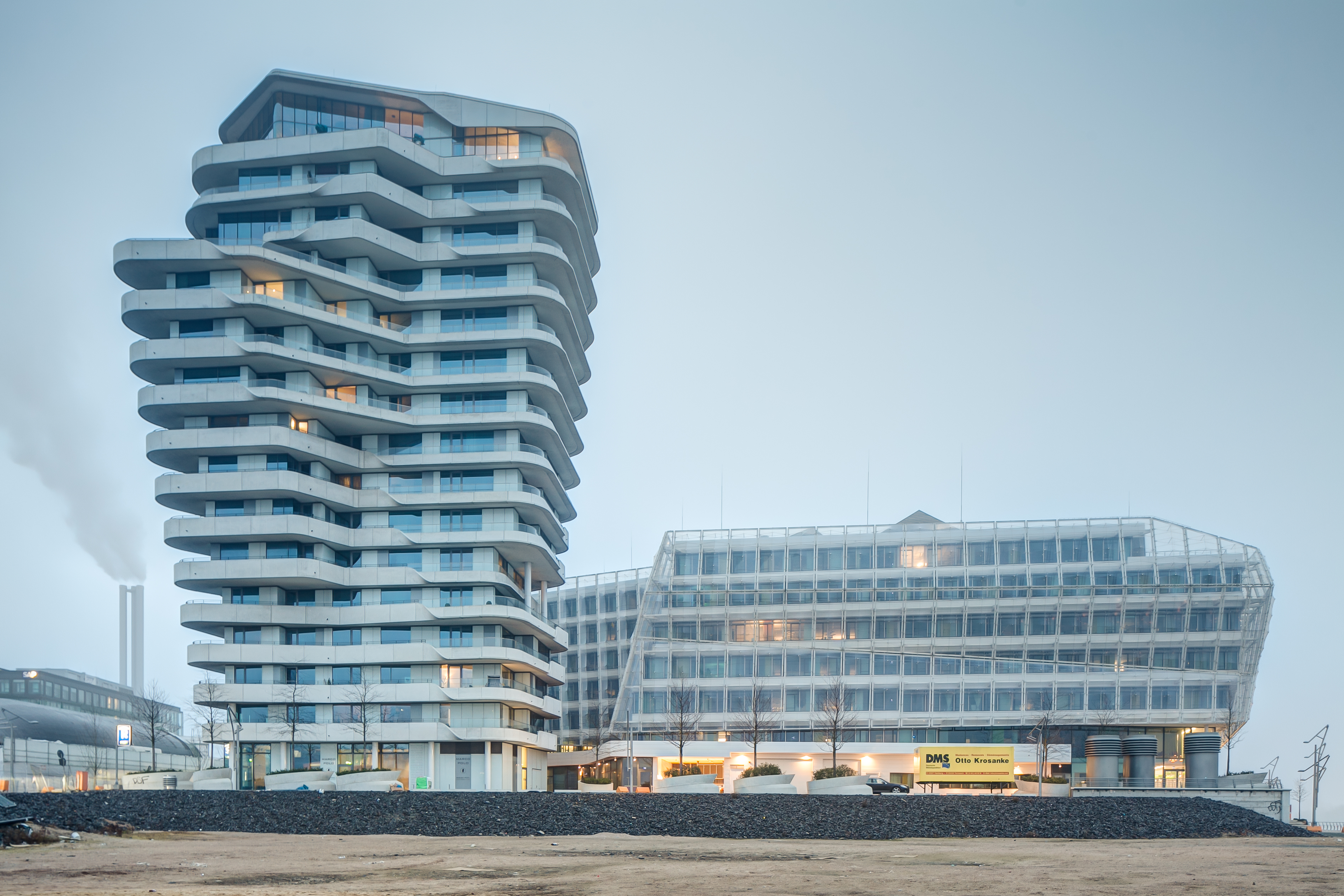
Maison Unilever

## Réalisations (sélection)
- 2004 Siège social Genzyme, Cambridge, Massachusetts, États-Unis.
- 2004 École Pistorius, Herbrechtingen, Allemagne.
- 2008 Musée Ozeaneum, Stralsund, Allemagne[1].
- 2007 Thermes de Bad Aibling, Allemagne.
- 2007 Römerbad, thermes à Bad Kleinkirchheim, Autriche.
- 2008 Résidence Kovner à Sebastopol, États-Unis.
- 2009 Siège social Unilever, Hambourg, Allemagne.
- 2011 World Intellectual Prop